# Ян Сюлі
Ян Сюлі  (кит. трад. 楊秀麗, спр. 杨秀丽, піньїнь: Yáng Xiùlì, 1 вересня 1983) — китайська дзюдоїстка, олімпійська чемпіонка.

## Виступи на Олімпіадах
| Олімпіада  | Дисципліна           | Місце |
| ---------- | -------------------- | ----- |
| Пекін 2008 | напівважка категорія | 1     |